# Viticoltura in Nuova Zelanda

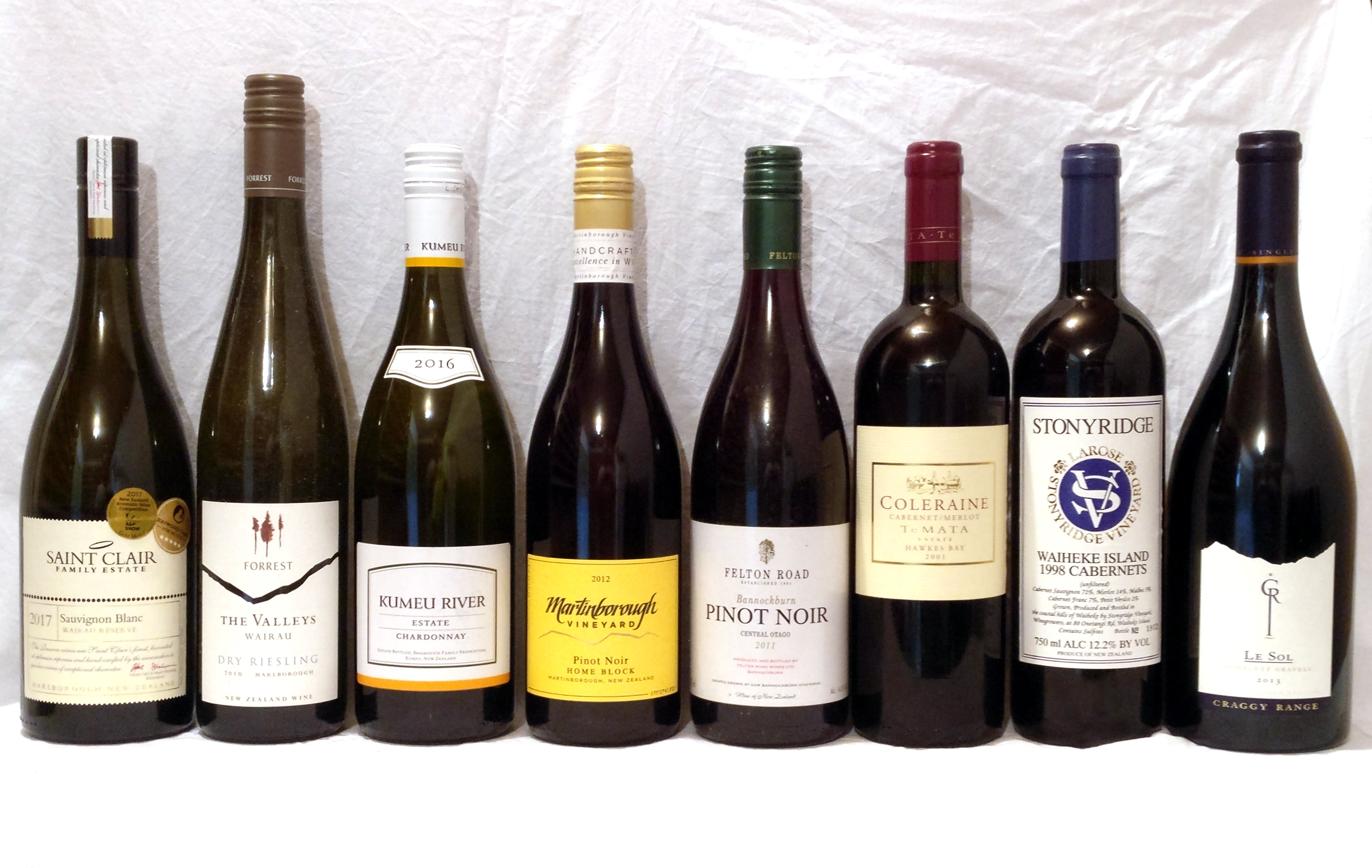
Una selezione di vini neozelandesi

La viticoltura in Nuova Zelanda è un settore in forte crescita e noto per la produzione di vini di alta qualità, in particolare il Sauvignon Blanc. Il paese, grazie al suo clima fresco e alla diversità dei suoli è diventato uno dei protagonisti del panorama vinicolo internazionale.

## Storia
La vinificazione e la viticoltura risalgono all'era coloniale della Nuova Zelanda. Il primo vigneto della Nuova Zelanda fu piantato nel 1819 dal missionario Samuel Marsden a Kerikeri. James Busby, il residente britannico al governo della Nuova Zelanda negli anni '30 dell'Ottocento, piantò vigneti sulla sua terra vicino a Waitangi, avendo precedentemente stabilito quella che oggi è la regione vinicola della Hunter Valley durante il suo periodo in Australia. Stava producendo vino per i soldati britannici di stanza localmente nel 1836. Nel 1851, i missionari maristi francesi fondarono un vigneto a Hawke's Bay per produrre vino della Comunione. Ora parte della Mission Estate Winery, è il più antico vigneto commerciale della Nuova Zelanda. Il ritrattista William Beetham piantò uve Pinot Noir e Hermitage (Syrah) nel suo vigneto di Lansdowne, Masterton nel 1881. Nel 1895, il Dipartimento dell'agricoltura del governo della Nuova Zelanda invitò l'esperto consulente viticoltore ed enologo Romeo Bragato a studiare le possibilità di vinificazione. Dopo aver assaggiato l'Hermitage di Beetham, concluse che la Nuova Zelanda e il Wairarapa in particolare erano "preminentemente adatti alla viticoltura". La moglie francese, Marie Zelie Hermance Frere Beetham, sostenne Beetham nei suoi sforzi. La loro collaborazione e innovazione per perseguire la vinificazione contribuirono a formare la base delle moderne pratiche vitivinicole della Nuova Zelanda. Gli immigrati dalmati che arrivarono in Nuova Zelanda alla fine del XIX e all'inizio del XX secolo portarono con sé conoscenze vitivinicole e piantarono vigneti a West e North Auckland. In genere, i loro vigneti producevano vino da tavola e vino liquoroso per soddisfare i palati delle loro comunità.
Per la prima metà del XX secolo, la vinificazione in Nuova Zelanda era un'attività economica marginale. L'uso del suolo durante questo periodo era principalmente l'agricoltura animale e le esportazioni di latticini, carne e lana dominavano l'economia. La maggior parte dei neozelandesi era di origine britannica e preferiva birra e liquori; il movimento per la temperanza ridusse ulteriormente l'apprezzamento nazionale per il vino. La Grande Depressione degli anni '30 ostacolò anche la crescita dell'industria nascente.
Negli anni '80 e '90 la Nuova Zelanda ha consolidato la sua reputazione come produttore di vini di qualità puntando su un'agricoltura sostenibile e su standard qualitativi elevati. Oggi il paese esporta i suoi vini in tutto il mondo con il Sauvignon Blanc che rappresenta circa il 72% della produzione totale.

## Clima
Il clima della Nuova Zelanda è marittimo e varia da nord a sud offrendo condizioni ideali per la viticoltura. Le estati sono fresche e le notti fredde permettono un'ottima maturazione delle uve preservando acidità e aromi. I suoli variano notevolmente: da quelli vulcanici della regione di Auckland a quelli alluvionali di Marlborough, che conferiscono complessità ai vini.

## Regioni vitivinicole

Mappa che mostra le principali regioni vinicole della Nuova Zelanda (Indicazioni Geografiche)

La Nuova Zelanda è suddivisa in diverse regioni vinicole, ognuna con caratteristiche climatiche e pedologiche uniche:
- Marlborough, la più importante e celebre per il Sauvignon Blanc[9].
- Central Otago, conosciuta per il Pinot nero adattotisi al meglio grazie al clima continentale e alle forti escursioni termiche[10].
- Baia di Hawke, seconda regione per estensione specializzata in vini rossi come il Merlot e il Cabernet Sauvignon[11].
- Waipara Valley e Wairarapa, note per Riesling e Pinot nero[12].

## Vitigni
I vitigni principali coltivati in Nuova Zelanda includono:
- Sauvignon Blanc, varietà simbolo del paese, caratterizzata da note di frutta tropicale ed erbacee.
- Pinot Nero, diffuso soprattutto a Central Otago e Wairarapa, con profili fruttati e speziati[13].
- Chardonnay, prodotto in diverse regioni con stili che variano dal fresco e minerale al burroso e strutturato[14].
- Merlot, Cabernet Sauvignon e Syrah: coltivati principalmente nella Baia di Hawke con vini di buona struttura e longevità[15].

## Vini
I vini neozelandesi sono apprezzati per la loro purezza aromatica e freschezza. Il Sauvignon Blanc di Marlborough ha definito lo stile del paese, ma il Pinot Nero di Central Otago sta guadagnando sempre più riconoscimenti internazionali. Anche i bianchi aromatici come il Riesling e il Gewürztraminer stanno emergendo, con espressioni eleganti e longeve.

## Normative
La viticoltura in Nuova Zelanda è regolata da severe normative sulla qualità e sulla sostenibilità. Il 96% dei vigneti è certificato dal programma “Sustainable Winegrowing New Zealand” (SWNZ) che promuove pratiche agricole ecocompatibili e la riduzione dell’impatto ambientale.
Il settore è inoltre regolato dal New Zealand Winegrowers che sovrintende alla produzione e alle esportazioni, garantendo standard elevati e promuovendo l'immagine dei vini neozelandesi a livello globale.